# PGL Major Stockholm 2021
O PGL Major Stockholm 2021, também conhecido como PGL Major 2021 ou Estocolmo 2021, foi o décimo sexto Campeonato Major de Counter-Strike: Global Offensive (CS:GO). Foi realizado em Estocolmo, Suécia, na Avicii Arena, de 26 de outubro a 7 de novembro de 2021. Vinte e quatro equipes se classificaram por meio de classificações regionais. Apresentava uma premiação total de US$ 2.000.000, um aumento em relação aos US$ 1.000.000 dos Majors anteriores devido à ausência de competição off-line em meio à pandemia de COVID-19. Foi o segundo Major organizado pela organização romena PGL, depois do PGL Major: Kraków 2017. Estocolmo 2021 foi o primeiro Major após uma pausa causada pela pandemia do COVID-19 após o StarLadder Major: Berlin 2019.
Natus Vincere venceu a competição depois de derrotar a G2 Esports na final por um placar de 2–0, sem perder um único mapa ao longo do torneio.

## Formato
Fonte: 
Fase dos Novos Desafiadores (New Challengers Stage)
- Data: 26 – 29 de outubro
- Dezesseis equipes em uma tabela de sistema suíço, oito avançam para a Fase das Novas Lendas
- Eliminações e qualificações são em melhor de três, todas as outras partidas são em melhor de um
- O sistema Buchholz é usado para semear partidas das rodadas 3 à 5

Fase das Novas Lendas (New Legends Stage)
- Data: 30 de outubro – 2 de novembro
- Dezesseis equipes em uma tabela de sistema suíço, oito avançam para a Fase das Novas Lendas
- Eliminações e qualificações são em melhor de três, todas as outras partidas são em melhor de um
- O sistema Buchholz é usado para semear partidas das rodadas 3 à 5

Fase dos Novos Campeões (New Champions Stage)
- Data: 4 – 7 de novembro
- Oito equipes em uma chave de eliminação simples colocadas de acordo com sua posição na fase anterior
- Todas as partidas em melhor de três

### Mapas
- Dust II
- Mirage
- Inferno
- Nuke
- Ancient
- Overpass
- Vertigo

## Participantes
Nomenclaturas dos "Seeds"
1. "Lendas"
2. "Desafiadores"
3. "Contendores"

| Região                                   | Acr                                | Método de Qualificação             | Equipe                             | Seed                               |
| Qualificado para a Fase das Lendas       | Qualificado para a Fase das Lendas | Qualificado para a Fase das Lendas | Qualificado para a Fase das Lendas | Qualificado para a Fase das Lendas |
| ---------------------------------------- | ---------------------------------- | ---------------------------------- | ---------------------------------- | ---------------------------------- |
| Europa                                   | EU                                 | RMR Europeu                        | Ninjas in Pyjamas                  | 1                                  |
| Europa                                   | EU                                 | RMR Europeu                        | Team Vitality                      | 1                                  |
| Europa                                   | EU                                 | RMR Europeu                        | G2 Esports                         | 1                                  |
| América do N.                            | NA                                 | RMR Norte-americano                | FURIA Esports                      | 1                                  |
| América do N.                            | NA                                 | RMR Norte-americano                | Team Liquid                        | 1                                  |
| América do N.                            | NA                                 | RMR Norte-americano                | Evil Geniuses                      | 1                                  |
| CEI                                      | CEI                                | RMR da CEI                         | Natus Vincere                      | 1                                  |
| CEI                                      | CEI                                | RMR da CEI                         | Gambit Esports                     | 1                                  |
| Qualificado para a Fase dos Desafiadores |                                    |                                    |                                    |                                    |
| Europa                                   | EU                                 | RMR Europeu                        | Astralis                           | 2                                  |
| Europa                                   | EU                                 | RMR Europeu                        | ENCE                               | 2                                  |
| Europa                                   | EU                                 | RMR Europeu                        | BIG                                | 2                                  |
| Europa                                   | EU                                 | RMR Europeu                        | Movistar Riders                    | 2                                  |
| Europa                                   | EU                                 | RMR Europeu                        | Heroic                             | 2                                  |
| Europa                                   | EU                                 | RMR Europeu                        | MOUZ                               | 2                                  |
| América do N.                            | NA                                 | RMR Norte-americano                | paiN Gaming                        | 2                                  |
| CEI                                      | CEI                                | RMR da CEI                         | Team Spirit                        | 2                                  |
| Europa                                   | EU                                 | RMR Europeu                        | Copenhagen Flames                  | 3                                  |
| Europa                                   | EU                                 | RMR Europeu                        | FaZe Clan                          | 3                                  |
| América do N.                            | NA                                 | RMR Norte-americano                | GODSENT                            | 3                                  |
| CEI                                      | CEI                                | RMR da CEI                         | Entropiq                           | 3                                  |
| CEI                                      | CEI                                | RMR da CEI                         | Virtus.pro                         | 3                                  |
| América do S.                            | SA                                 | RMR Sul-americano                  | Sharks Esports                     | 3                                  |
| Ásia                                     | AS                                 | RMR da Ásia                        | TYLOO                              | 3                                  |
| Oceania                                  | OC                                 | RMR da Oceania                     | Renegades                          | 3                                  |

## Fase dos Desafiadores
A colocação dos times é definida pela quantidade de vitórias. Para o critério de desempate, é priorizado a equipe que ter menos derrotas, seguido pela maior pontuação no sistema Buchholz e por fim, a maior diferença de rodadas.
| Pos. | Equipe                      | V | D | RV  | RD  | DR  | BH | Qualificação                       |
| ---- | --------------------------- | - | - | --- | --- | --- | -- | ---------------------------------- |
| 1    | FaZe Clan                   | 3 | 0 | 64  | 43  | +21 | 3  | Qualificado para a Fase das Lendas |
| 2    | Copenhagen Flames           | 3 | 0 | 75  | 52  | +23 | 1  | Qualificado para a Fase das Lendas |
| 3    | Ence                        | 3 | 1 | 86  | 71  | +15 | 0  | Qualificado para a Fase das Lendas |
| 4    | Entropiq                    | 3 | 1 | 87  | 68  | +19 | 0  | Qualificado para a Fase das Lendas |
| 5    | Virtus.pro                  | 3 | 1 | 99  | 96  | +3  | -1 | Qualificado para a Fase das Lendas |
| 6    | Heroic                      | 3 | 2 | 133 | 129 | +4  | 3  | Qualificado para a Fase das Lendas |
| 7    | Astralis                    | 3 | 2 | 111 | 90  | +21 | -1 | Qualificado para a Fase das Lendas |
| 8    | Mouz                        | 3 | 2 | 126 | 110 | +16 | -3 | Qualificado para a Fase das Lendas |
| 9    | Berlin International Gaming | 2 | 3 | 117 | 122 | -5  | 6  | Eliminado                          |
| 10   | Team Spirit                 | 2 | 3 | 101 | 110 | -9  | 1  | Eliminado                          |
| 11   | Movistar Riders             | 2 | 3 | 103 | 123 | -20 | 1  | Eliminado                          |
| 12   | PaiN Gaming                 | 1 | 3 | 106 | 110 | -4  | -2 | Eliminado                          |
| 13   | Renegades                   | 1 | 3 | 70  | 92  | -22 | -3 | Eliminado                          |
| 14   | Tyloo                       | 1 | 3 | 77  | 88  | -11 | -4 | Eliminado                          |
| 15   | Godsent                     | 0 | 3 | 36  | 64  | -28 | 2  | Eliminado                          |
| 16   | Sharks Esports              | 0 | 3 | 63  | 86  | -23 | -3 | Eliminado                          |

| Partidas da 1ª rodada       | Partidas da 1ª rodada | Partidas da 1ª rodada | Partidas da 1ª rodada | Partidas da 1ª rodada |
| Equipe                      | Pontuação             | Mapa                  | Pontuação             | Equipe                |
| --------------------------- | --------------------- | --------------------- | --------------------- | --------------------- |
| Astralis                    | 6                     | Overpass              | 16                    | Copenhagen Flames     |
| Team Spirit                 | 11                    | Overpass              | 16                    | FaZe Clan             |
| Ence                        | 16                    | Nuke                  | 10                    | Godsent               |
| PaiN Gaming                 | 14                    | Inferno               | 16                    | Virtus.pro            |
| Berlin International Gaming | 16                    | Nuke                  | 13                    | Entropiq              |
| Movistar Riders             | 16                    | Nuke                  | 13                    | Renegades             |
| Heroic                      | 16                    | Inferno               | 12                    | Tyloo                 |
| Mouz                        | 16                    | Inferno               | 6                     | Sharks Esports        |

| Partidas da 2ª rodada       | Partidas da 2ª rodada | Partidas da 2ª rodada | Partidas da 2ª rodada | Partidas da 2ª rodada |
| Equipe                      | Pontuação             | Mapa                  | Pontuação             | Equipe                |
| Divisão superior            | Divisão superior      | Divisão superior      | Divisão superior      | Divisão superior      |
| --------------------------- | --------------------- | --------------------- | --------------------- | --------------------- |
| Ence                        | 12                    | Dust II               | 16                    | FaZe Clan             |
| Berlin International Gaming | 11                    | Nuke                  | 16                    | Copenhagen Flames     |
| Movistar Riders             | 12                    | Vertigo               | 16                    | Virtus.pro            |
| Heroic                      | 16                    | Nuke                  | 11                    | Mouz                  |
| Divisão inferior            |                       |                       |                       |                       |
| Team Spirit                 | 16                    | Nuke                  | 12                    | Godsent               |
| Astralis                    | 6                     | Dust II               | 16                    | Entropiq              |
| PaiN Gaming                 | 14                    | Nuke                  | 16                    | Renegades             |
| Tyloo                       | 16                    | Mirage                | 14                    | Sharks Esports        |

| Partidas da 3ª rodada       | Partidas da 3ª rodada | Partidas da 3ª rodada | Partidas da 3ª rodada | Partidas da 3ª rodada |
| Equipe                      | Pontuação             | Mapa                  | Pontuação             | Equipe                |
| Divisão superior            | Divisão superior      | Divisão superior      | Divisão superior      | Divisão superior      |
| --------------------------- | --------------------- | --------------------- | --------------------- | --------------------- |
| Virtus.pro                  | 0                     | Melhor de três        | 2                     | FaZe Clan             |
| Heroic                      | 1                     | Melhor de três        | 2                     | Copenhagen Flames     |
| Divisão meio                |                       |                       |                       |                       |
| Team Spirit                 | 16                    | Overpass              | 3                     | Tyloo                 |
| Berlin International Gaming | 16                    | Inferno               | 9                     | Renegades             |
| Ence                        | 16                    | Nuke                  | 11                    | Mouz                  |
| Movistar Riders             | 12                    | Mirage                | 16                    | Entropiq              |
| Divisão inferior            |                       |                       |                       |                       |
| Astralis                    | 2                     | Melhor de três        | 0                     | Godsent               |
| PaiN Gaming                 | 2                     | Melhor de três        | 1                     | Sharks Esports        |

| Partidas da 4ª rodada       | Partidas da 4ª rodada | Partidas da 4ª rodada | Partidas da 4ª rodada | Partidas da 4ª rodada |
| Equipe                      | Pontuação             | Mapa                  | Pontuação             | Equipe                |
| Divisão superior            | Divisão superior      | Divisão superior      | Divisão superior      | Divisão superior      |
| --------------------------- | --------------------- | --------------------- | --------------------- | --------------------- |
| Virtus.pro                  | 2                     | Melhor de três        | 1                     | Team Spirit           |
| Heroic                      | 1                     | Melhor de três        | 2                     | Entropiq              |
| Berlin International Gaming | 1                     | Melhor de três        | 2                     | Ence                  |
| Divisão inferior            |                       |                       |                       |                       |
| Movistar Riders             | 2                     | Melhor de três        | 1                     | Tyloo                 |
| Mouz                        | 2                     | Melhor de três        | 1                     | Renegades             |
| Astralis                    | 2                     | Melhor de três        | 0                     | PaiN Gaming           |

| Partidas da 5ª rodada       | Partidas da 5ª rodada | Partidas da 5ª rodada | Partidas da 5ª rodada | Partidas da 5ª rodada |
| Equipe                      | Pontuação             | Mapa                  | Pontuação             | Equipe                |
| --------------------------- | --------------------- | --------------------- | --------------------- | --------------------- |
| Heroic                      | 2                     | Melhor de três        | 0                     | Movistar Riders       |
| Berlin International Gaming | 1                     | Melhor de três        | 2                     | Mouz                  |
| Team Spirit                 | 0                     | Melhor de três        | 2                     | Astralis              |

## Fase das Lendas
A colocação dos times é definida pela quantidade de vitórias. Para o critério de desempate, é priorizado a equipe que ter menos derrotas, seguido pela maior pontuação no sistema Buchholz e por fim, a maior diferença de rodadas.
| Pos. | Equipe            | V | D | RV  | RD  | DR  | BH | Qualificação                         |
| ---- | ----------------- | - | - | --- | --- | --- | -- | ------------------------------------ |
| 1    | Natus Vincere     | 3 | 0 | 64  | 33  | +31 | 4  | Qualificado para a Fase dos Campeões |
| 2    | G2 Esports        | 3 | 0 | 64  | 40  | +24 | -3 | Qualificado para a Fase dos Campeões |
| 3    | Heroic            | 3 | 1 | 88  | 66  | +22 | 1  | Qualificado para a Fase dos Campeões |
| 4    | Gambit Esports    | 3 | 1 | 73  | 56  | +17 | -2 | Qualificado para a Fase dos Campeões |
| 5    | Furia Esports     | 3 | 1 | 82  | 68  | +14 | -7 | Qualificado para a Fase dos Campeões |
| 6    | Virtus.pro        | 3 | 2 | 126 | 124 | +2  | 3  | Qualificado para a Fase dos Campeões |
| 7    | Ninjas in Pyjamas | 3 | 2 | 114 | 123 | -9  | 0  | Qualificado para a Fase dos Campeões |
| 8    | Team Vitality     | 3 | 2 | 162 | 139 | +23 | -3 | Qualificado para a Fase dos Campeões |
| 9    | Entropiq          | 2 | 3 | 123 | 135 | -12 | 6  | Eliminado                            |
| 10   | Copenhagen Flames | 2 | 3 | 120 | 114 | +6  | 2  | Eliminado                            |
| 11   | FaZe Clan         | 2 | 3 | 108 | 110 | -2  | -2 | Eliminado                            |
| 12   | Astralis          | 1 | 3 | 63  | 88  | -25 | 6  | Eliminado                            |
| 13   | Mouz              | 1 | 3 | 90  | 95  | -5  | 1  | Eliminado                            |
| 14   | Team Liquid       | 1 | 3 | 61  | 78  | -17 | -3 | Eliminado                            |
| 15   | Evil Geniuses     | 0 | 3 | 41  | 77  | -36 | -1 | Eliminado                            |
| 16   | Ence              | 0 | 3 | 31  | 64  | -33 | -2 | Eliminado                            |

| Partidas da 1ª rodada | Partidas da 1ª rodada | Partidas da 1ª rodada | Partidas da 1ª rodada | Partidas da 1ª rodada |
| Equipe                | Pontuação             | Mapa                  | Pontuação             | Equipe                |
| --------------------- | --------------------- | --------------------- | --------------------- | --------------------- |
| Evil Geniuses         | 6                     | Dust II               | 16                    | FaZe Clan             |
| G2 Esports            | 16                    | Ancient               | 11                    | Copenhagen Flames     |
| Gambit Esports        | 16                    | Overpass              | 7                     | Ence                  |
| Team Liquid           | 9                     | Vertigo               | 16                    | Entropiq              |
| Team Vitality         | 14                    | Inferno               | 16                    | Virtus.pro            |
| Natus Vincere         | 16                    | Ancient               | 11                    | Heroic                |
| Ninjas in Pyjamas     | 16                    | Inferno               | 12                    | Mouz                  |
| Furia Esports         | 10                    | Inferno               | 16                    | Astralis              |

| Partidas da 2ª rodada | Partidas da 2ª rodada | Partidas da 2ª rodada | Partidas da 2ª rodada | Partidas da 2ª rodada |
| Equipe                | Pontuação             | Mapa                  | Pontuação             | Equipe                |
| Divisão superior      | Divisão superior      | Divisão superior      | Divisão superior      | Divisão superior      |
| --------------------- | --------------------- | --------------------- | --------------------- | --------------------- |
| G2 Esports            | 16                    | Mirage                | 7                     | FaZe Clan             |
| Gambit Esports        | 9                     | Vertigo               | 16                    | Entropiq              |
| Natus Vincere         | 16                    | Overpass              | 4                     | Virtus.pro            |
| Ninjas in Pyjamas     | 16                    | Inferno               | 1                     | Astralis              |
| Divisão inferior      |                       |                       |                       |                       |
| Evil Geniuses         | 2                     | Nuke                  | 16                    | Copenhagen Flames     |
| Team Liquid           | 16                    | Dust II               | 8                     | Ence                  |
| Team Vitality         | 12                    | Overpass              | 16                    | Heroic                |
| Furia Esports         | 16                    | Inferno               | 9                     | Mouz                  |

| Partidas da 3ª rodada | Partidas da 3ª rodada | Partidas da 3ª rodada | Partidas da 3ª rodada | Partidas da 3ª rodada |
| Equipe                | Pontuação             | Mapa                  | Pontuação             | Equipe                |
| Divisão superior      | Divisão superior      | Divisão superior      | Divisão superior      | Divisão superior      |
| --------------------- | --------------------- | --------------------- | --------------------- | --------------------- |
| G2 Esports            | 2                     | Melhor de três        | 0                     | Entropiq              |
| Natus Vincere         | 2                     | Melhor de três        | 0                     | Ninjas in Pyjamas     |
| Divisão meio          |                       |                       |                       |                       |
| FaZe Clan             | 6                     | Ancient               | 16                    | Copenhagen Flames     |
| Gambit Esports        | 16                    | Vertigo               | 14                    | Virtus.pro            |
| Team Liquid           | 9                     | Inferno               | 16                    | Furia Esports         |
| Astralis              | 7                     | Astralis              | 16                    | Heroic                |
| Divisão inferior      |                       |                       |                       |                       |
| Team Vitality         | 2                     | Melhor de três        | 1                     | Evil Geniuses         |
| Mouz                  | 2                     | Melhor de três        | 0                     | Ence                  |

| Partidas da 4ª rodada | Partidas da 4ª rodada | Partidas da 4ª rodada | Partidas da 4ª rodada | Partidas da 4ª rodada |
| Equipe                | Pontuação             | Mapa                  | Pontuação             | Equipe                |
| Divisão superior      | Divisão superior      | Divisão superior      | Divisão superior      | Divisão superior      |
| --------------------- | --------------------- | --------------------- | --------------------- | --------------------- |
| Entropiq              | 1                     | Melhor de três        | 2                     | Furia Esports         |
| Ninjas in Pyjamas     | 0                     | Melhor de três        | 2                     | Gambit Esports        |
| Heroic                | 2                     | Melhor de três        | 1                     | Copenhagen Flames     |
| Divisão inferior      |                       |                       |                       |                       |
| FaZe Clan             | 2                     | Melhor de três        | 0                     | Team Liquid           |
| Astralis              | 1                     | Melhor de três        | 2                     | Team Vitality         |
| Virtus.pro            | 2                     | Melhor de três        | 1                     | Mouz                  |

| Partidas da 5ª rodada | Partidas da 5ª rodada | Partidas da 5ª rodada | Partidas da 5ª rodada | Partidas da 5ª rodada |
| Equipe                | Pontuação             | Mapa                  | Pontuação             | Equipe                |
| --------------------- | --------------------- | --------------------- | --------------------- | --------------------- |
| Entropiq              | 1                     | Melhor de três        | 2                     | Team Vitality         |
| Virtus.pro            | 2                     | Melhor de três        | 1                     | FaZe Clan             |
| Copenhagen Flames     | 1                     | Melhor de três        | 2                     | Ninjas in Pyjamas     |

## Fase dos Campeões
Com oito equipes restantes, a fase final do Major é uma chave de eliminação única, com todas as partidas jogadas em mapas à melhor de três.

### Esquema
|  | Quartas de final | Quartas de final  | Quartas de final | Quartas de final | Quartas de final | Quartas de final |   |                | Semifinais    | Semifinais | Semifinais | Semifinais | Semifinais | Semifinais |  |  | Final         | Final         | Final | Final | Final | Final |
|  |                  |                   |                  |                  |                  |                  |   |                |               |            |            |            |            |            |  |  |               |               |       |       |       |       |
|  | 1                | Natus Vincere     | 16               | 16               | –                | 2                |   |                |               |            |            |            |            |            |  |  |               |               |       |       |       |       |
|  | 8                | Team Vitality     | 11               | 13               | –                | 0                |   |                |               |            |            |            |            |            |  |  |               |               |       |       |       |       |
|  | 8                | Team Vitality     | 11               | 13               | –                | 0                |   | Natus Vincere  | Natus Vincere | 16         | 16         | –          | 2          |            |  |  |               |               |       |       |       |       |
|  |                  |                   |                  |                  |                  |                  |   | Natus Vincere  | Natus Vincere | 16         | 16         | –          | 2          |            |  |  |               |               |       |       |       |       |
|  |                  | Gambit Esports    | Gambit Esports   | 8                | 3                | –                | 0 |                |               |            |            |            |            |            |  |  |               |               |       |       |       |       |
|  | 4                | Gambit Esports    | Gambit Esports   | 8                | 3                | –                | 0 | Gambit Esports | 16            | 16         | –          | 2          |            |            |  |  |               |               |       |       |       |       |
|  | 4                |                   |                  |                  |                  |                  |   | Gambit Esports | 16            | 16         | –          | 2          |            |            |  |  |               |               |       |       |       |       |
|  | 5                | Furia Esports     | 17               | 10               | –                | 0                |   |                |               |            |            |            |            |            |  |  |               |               |       |       |       |       |
|  |                  |                   |                  |                  |                  |                  |   |                |               |            |            |            |            |            |  |  | Natus Vincere | Natus Vincere | 16    | 22    | –     | 2     |
|  |                  |                   | G2 Esports       | G2 Esports       | 11               | 19               | – | 0              |               |            |            |            |            |            |  |  |               |               |       |       |       |       |
|  | 3                | Heroic            | 16               | 13               | 16               | 2                |   |                |               |            |            |            |            |            |  |  |               |               |       |       |       |       |
|  | 6                | Virtus.pro        | 10               | 16               | 12               | 1                |   |                |               |            |            |            |            |            |  |  |               |               |       |       |       |       |
|  | 6                | Virtus.pro        | 10               | 16               | 12               | 1                |   | Heroic         | Heroic        | 16         | 10         | 15         | 1          |            |  |  |               |               |       |       |       |       |
|  |                  |                   |                  |                  |                  |                  |   | Heroic         | Heroic        | 16         | 10         | 15         | 1          |            |  |  |               |               |       |       |       |       |
|  |                  | G2 Esports        | G2 Esports       | 12               | 16               | 19               | 2 |                |               |            |            |            |            |            |  |  |               |               |       |       |       |       |
|  | 2                | G2 Esports        | G2 Esports       | 12               | 16               | 19               | 2 | G2 Esports     | 16            | 16         | –          | 2          |            |            |  |  |               |               |       |       |       |       |
|  | 2                |                   |                  |                  |                  |                  |   | G2 Esports     | 16            | 16         | –          | 2          |            |            |  |  |               |               |       |       |       |       |
|  | 7                | Ninjas in Pyjamas | 11               | 11               | –                | 0                |   |                |               |            |            |            |            |            |  |  |               |               |       |       |       |       |